# Investissements chinois en Corée du Nord
Les investissements chinois en Corée du Nord, dont le montant a atteint 14,37 millions d'euros en 2005, traduisent la volonté des entreprises chinoises d'exploiter le riche potentiel minier et industriel de la Corée du Nord, dans un contexte d'ouverture économique accrue de la république populaire démocratique de Corée aux investissements étrangers depuis 2002.
À la suite de la signature entre la Corée et le premier ministre chinois Wen Jiabao en 2009, de l'ouverture de terminaux portuaires en Corée du Nord, dans les années 2010, une deuxième vague d'investissement plus importante est faite avec l'ouverture d'une zone économique spéciale à Rasŏn et l'ouverture d'un couloir entre la région Dongbei (Nord-Est) de la Chine et cette partie de l’extrémité Nord-Est de la péninsule de Corée, permettant de désenclaver le Dongbei en raccourcissant son temps accès à la mer. Des routes ont ainsi été construites permettant de mettre le Dongbei à une heure de route de la mer

## L'implantation croissante des entreprises chinoises dans une zone stratégique

### La Corée du Nord, une position stratégique pour les investisseurs chinois
La Corée du Nord occupe une position stratégique pour les investisseurs chinois : 
- la proximité géographique des deux pays réduit à due concurrence les coûts de transport internationaux ;
- l'Asie du Nord-Est (Chine, Corée, Russie, Japon, Mongolie) représente une zone en forte expansion économique, notamment pour l'essor de provinces chinoises en retard de développement par rapport à la Chine côtière et méridionale ;
- les liens politiques entre Pyongyang et Pékin facilitent l'implantation d'entreprises chinoises par rapport à d'autres pays qui n'entretiennent pas de relations diplomatiques avec la Corée du Nord, comme les États-Unis et le Japon, où ils sont traditionnellement moins présents, comme les États membres de l'Union européenne (voir l'article détaille sur l'Économie de la Corée du Nord).

Pour sa part, la Corée du Nord bénéficie, grâce aux investissements chinois, d'un apport de devises étrangères et peut moderniser ses outils de production.
En revanche, l'intégration croissante de la Corée du Nord à l'économie chinoise suscite des inquiétudes en Corée du Sud, où il est souligné qu'elle pourrait constituer un obstacle à la réunification de la Corée.

### Des investissements croissants
Selon la Banque de développement de la Corée (acronyme anglais : KDB), les investissements annuels chinois en Corée du Nord ont été multipliés par trente entre 1994 et 2005, après avoir fortement reculé entre 1994 et 1998 : 
- 480 000 dollars en 1994 ;
- 160 000 dollars en 1998 ;
- 1,5 million de dollars en 2002 ;
- 9 millions de dollars en 2004 ;
- 14,37 millions de dollars en 2005.

## La répartition sectorielle des investissements: le poids prédominant des matières premières et des industries de base

### Les mines

#### Minerais et métaux
Toujours selon la KDB, 70 % des investissements chinois se concentrent sur le riche potentiel minier de la Corée du Nord : le fer, le cuivre et le molybdène.
Des entrepreneurs chinois ont acheté, pour une durée de cinquante ans, les droits de la mine de fer de Musan, la plus grande mine de fer à ciel ouvert en Asie, dont les réserves s'élèvent à 7 milliards de tonnes. Il est estimé que la production de minerai pourrait atteindre 10 millions de tonnes par an.
En janvier 2006, le groupe industriel Hebei, basé à Luanhe, a acheté (pour un montant de 2,8 millions de dollars) 51 % des parts de la mine de cuivre "Jeunesse de Hyesan", dont les réservés sont évaluées à 1,5 million de tonnes de cuivre et 16 000 tonnes d'argent.

#### Énergie
Deux groupes chinois, Wookwang et l'entreprise de production d'or Guoda de San-doong, ont acquis, pour une durée de cinquante ans, les droits d'exploitation de la mine de charbon de Ryongdong, dont la production annuelle s'élève à 1 million de tonnes.
Il est prévu une exploitation en commun, par la Chine et la Corée du Nord, du pétrole off-shore de la baie de Bohai, situé de part et d'autre de la frontière maritime sino - nord-coréenne. Ces réserves de pétrole sont évaluées à au moins 5 milliards de barils.
La Chine envisage de construire une centrale hydro-électrique sur le fleuve Yalu, à la frontière sino - nord-coréenne, pour un montant de 45 millions de dollars.  

### L'industrie
L'achat de la mine de fer de Musan inclut les droits de transformation du minerai en acier (au sein du groupe Tonghua), pendant cinquante ans, pour un montant global de 909 millions de dollars.
L'usine de verre de Daean a été construite par la Chine pour l'anniversaire du dirigeant Kim Jong-il.
Par ailleurs, des équipements chinois sont utilisés par de nombreuses entreprises nord-coréennes, notamment l'usine de câbles du 26 mars à Pyongyang et l'usine de cosmétiques de Pyongyang.

### Les transports
La Chine a acheté, pour un montant de 41 millions de dollars, les droits exclusifs d'utilisation et de développement du port nord-coréen de Rasŏn, en vue du transport en Chine des minerais et des produits industriels fabriqués en Corée du Nord.